# العلاقات الكويتية المجرية
العلاقات الكويتية المجرية هي العلاقات الثنائية التي تجمع بين الكويت والمجر.

## مقارنة بين البلدين
هذه مقارنة عامة ومرجعية للدولتين:
| وجه المقارنة                                              | الكويت        | المجر                                                       |
| --------------------------------------------------------- | ------------- | ----------------------------------------------------------- |
| المساحة (كم2)                                             | 17.82 ألف     | 93.04 ألف                                                   |
| عدد السكان (نسمة)                                         | 4.14 مليون    | 9.78 مليون                                                  |
| الكثافة السكانية (ن./كم²)                                 | 232.32        | 105.12                                                      |
| العاصمة                                                   | مدينة الكويت  | بودابست                                                     |
| اللغة الرسمية                                             | اللغة العربية | لغة مجرية                                                   |
| العملة                                                    | دينار كويتي   | فورنت مجري                                                  |
| الناتج المحلي الإجمالي (بليون دولار)                      | 120.13 مليار  | 139.14 مليار                                                |
| الناتج المحلي الإجمالي (تعادل القوة الشرائية) بليون دولار | 290.53 مليار  | 260.42 مليار                                                |
| الناتج المحلي الإجمالي الاسمي للفرد دولار أمريكي          | 29.30 ألف     | 12.36 ألف                                                   |
| الناتج المحلي الإجمالي للفرد دولار أمريكي                 | 73.25 ألف     | 25.07 ألف                                                   |
| مؤشر التنمية البشرية                                      | 0.816         | 0.828                                                       |
| رمز المكالمات الدولي                                      | +965          | +36                                                         |
| رمز الإنترنت                                              | .kw           | .hu                                                         |
| المنطقة الزمنية                                           | ت ع م+03:00   | ت ع م+01:00، ت ع م+02:00، أوروبا/بودابست ‏، توقيت وسط أوروبا |

## منظمات دولية مشتركة
يشترك البلدان في عضوية مجموعة من المنظمات الدولية، منها:
| علم المنظمة | اسم المنظمة                               | تاريخ انضمام الكويت | تاريخ انضمام المجر |
| ----------- | ----------------------------------------- | ------------------- | ------------------ |
|             | الاتحاد البريدي العالمي                   | ?                   | ?                  |
|             | يونسكو                                    | 18 نوفمبر 1960      | 14 سبتمبر 1948     |
|             | البنك الدولي للإنشاء والتعمير             | 13 سبتمبر 1962      | 7 يوليو 1982       |
|             | منظمة التجارة العالمية                    | ?                   | 1995               |
|             | وكالة ضمان الاستثمار متعدد الأطراف        | 12 أبريل 1988       | 21 أبريل 1988      |
|             | الاتحاد الدولي للاتصالات                  | 14 أغسطس 1959       | 1866               |
|             | منظمة الشرطة الجنائية الدولية             | ?                   | ?                  |
|             | مؤسسة التمويل الدولية                     | 13 سبتمبر 1962      | 29 أبريل 1985      |
|             | الأمم المتحدة                             | 14 مايو 1963        | 14 ديسمبر 1955     |
|             | مؤسسة التنمية الدولية                     | 13 سبتمبر 1962      | 29 أبريل 1985      |
|             | منظمة حظر الأسلحة الكيميائية              | ?                   | ?                  |
|             | المركز الدولي لتسوية المنازعات الاستشارية | 4 مارس 1979         | 6 مارس 1987        |

## وصلات خارجية
- موقع وزارة الخارجية الكويتية
- موقع وزارة الخارجية المجرية